# Dasineura rostratae
Dasineura rostratae är en tvåvingeart som beskrevs av Stelter 1992. Dasineura rostratae ingår i släktet Dasineura och familjen gallmyggor.
Artens utbredningsområde är Tyskland. Inga underarter finns listade i Catalogue of Life.